# Norton (Yorkshire du Sud)
Pour les articles homonymes, voir Norton.
Norton est un village et une paroisse civile du Yorkshire du Sud, en Angleterre.